# Prhovo (Ključ)
Prhovo falu Bosznia-Hercegovinában, a Bosznia-hercegovinai Föderáció Una-Szanai kantonjában, Ključ községben. 

## Fekvése
Bosznia-Hercegovina nyugati részén, Bihácstól légvonalban 78, közúton 108 km-re délkeletre, Ključtól légvonalban 8, közúton 13 km-re északra, a Szana bal partjától nyugatra fekvő fennsíkon fekszik. 

## Népessége
| Nemzetiségi csoport | Népesség 1991 | Népesség 2013 |
| ------------------- | ------------- | ------------- |
| Szerb               | 107           | 0             |
| Bosnyák             | 251           | 25            |
| Horvát              | 0             | 0             |
| Jugoszláv           | 0             | 0             |
| Egyéb               | 0             | 0             |
| Összesen            | 358           | 25            |

## Története
Prhovo 1878-ig tartozott az Oszmán Birodalomhoz, majd az Osztrák-Magyar Monarchia része lett. 1910-ben a településen 25 házat és 122 muszlim lakost találtak. A monarchia szétesésével 1918-ben előbb a Szerb-Horvát-Szlovén Királyság, majd 1929-től a Jugoszláv Királyság része. 1921-ben 21 házat és 83 lakost számláltak itt. 1945-től a település a szocialista Jugoszlávia része volt.
A boszniai háború idején 1992. június 1-jén szerb erők hatoltak be településre, a lakosságot fenyegetéssel kiterelték a házakból, és a helyi bolt elé hajtották őket. A végén Abid és Karanfil Osmanović udvarába terelték őket, ahol megverve őket, elkezdték elválasztani a nőket és a gyerekeket a férfiaktól. Ott nyomban legalább hét embert megöltek, és mikor a férfiakat elvitték a faluból, a nőkre, a gyerekekre és az idősekre tüzet nyitottak, legkevesebbet harminc embert, köztük hat gyereket megölve. Őket később a faluban tömegsírba temették. A férfiakat Peći falu felé vezették, útközben megölve legalább tizenöt embert. Őket később a „Ciganska dolina” tömegsírból exhumálták. A túlélőket átadták a rendőröknek, akik egész éjszaka a réten tartották és verték őket, aminek következtében Sulejman Medanović belehalt sérüléseibe. A többieket másnap a ključi „Nikola Mačkić” általános iskolába szállították. A faluból a háború alatt 69 lakos esett áldozatul a Boszniai Szerb hadsereg támadásának. Egész családokat öltek meg a faluban, és szinte nincs olyan család, amelyik csak egy tagot veszített volna el. A meggyilkoltak között 11 kiskorú gyermek volt és további négy gyernek maradt teljesen árván. A boszniai háború idején település 1995 szeptemberéig a szerb félkatonai egységek uralma alatt állt, amikor a Bosznia-Hercegovinai Hadsereg, a Horvát Védelmi Tanács (HVO) és a Horvát Hadsereg (HV) által vezetett közös akciók során visszafoglalták. A szerb lakosság a visszavonuló szerb csapatokkal együtt elmenekült a faluból. A túlélők többsége nem tért vissza a faluba. Itt minden fájdalmas emlékeket és traumákat idéz fel. 2013-ban a korábban vegyes lakosságú falu lakossága kizárólag muszlim volt.

## Nevezetességei
- A boszniai háború áldozatainak emlékműve.